# Salamãi
Salamãi (Salamai, Sanamaikã, Salamay, Sanamay, Sanaymaká, Mondé), pleme američkih Indijanaca s rijeke río Apidia, pritoci Igarape Tanaru u blizini Pimenta Bueno, u brazilskoj državi Rondônia. 
Srodni su s plemenima Aruá i Gavião do Jiparaná s kojima pripadaju porodici Mondé, koja po njima dobiva ime. Populacija: 30 (1995 AMTB).